# Ендре Андял
Ендре Андял (угор. Angyal Endre; 25 вересня 1915, Братислава — 28 березня 1976, Печ) — угорський літературознавець. Автор монографії «Світ слов'янського бароко» (Лейпціг, 1961) та інших праць з історії слов'янської літератури 15-18 століть, зокрема й української.
У журналі «Alfold» («Долина», 1961, № 2) надрукував статтю «Тарас Шевченко», в якій розвиток поетичного таланту Шевченка розглядав у тісному зв'язку з формуванням його як живописця. Аналізуючи поетичну спадщину Тарса Шевченка, особливу увагу приділяв його поемам (уривки з окремих поем і деяких віршів подав у перекладах Шандора Вереша), підкреслив глибоку народність і революційність Шевченкових творів. Вважав, що Шевченкова поезія має певний зв'язок із стилем бідермейєр, що полягав у пристосуванні романтизму, його мотивів, образів тощо до потреб і смаків заможного бюргерства. Спірним є твердження Андяла про збереження в живописних творах Шевченка певних рис стилю. бароко.